# Spotty Syrup
Spotty Syrup （スポッティ・シロップ）は、日本のシンガーソングライター、bice （ビーチェ、1972年4月11日 - 2010年7月26日）の中島優子名義から bice 名義へ変更してのデビュー・ミニ・アルバムである。1998年4月30日にアンダーフラワーのプッシュバイクから発売（UFPB-015）。

## 概要
プロデュースは Kanetsugu "Kan" Tanaka ことアンダーフラワー社長・田中謙次とbice自身。1曲を除き全て英語詞となっており、説明的な言葉が補われた訳詞カードが封入されている。演奏には田中、biceのほか、彼女が自らアンダーフラワーにコンタクトを取るきっかけとなった同レーベル出身のノーナ・リーヴスのメンバーが参加している。
発売当時、タワーレコード新宿ルミネ店のインディーズチャート1位、HMV原宿店・J-POP総合チャート10位を獲得するなど、インディーズCDを取り扱う大手音楽ソフト販売チェーン店を中心に好調な売れ行きを示した。また、本作はSUGIZOに激賞され、翌年の1999年、SUGIZO主催レーベルCROSSからリリースされたコンピレーション『Grand Cross 1999』への参加や、その後の一連のコラボレーションの契機となった。
2011年11月からNHKのミニ番組、「環境プレマップ」で「How deep is your love」 が使用された。
2018年4月21日、レコード・ストア・デイ限定商品としてアナログ盤で再発売された。

## 収録曲
再発売のアナログ盤では楽曲の＃1から＃3までがA面に、＃4から＃6までがB面に収録されている。
1. Raincoat
  - 作詞: bice & Ayuo、作曲: bice、編曲: 田中謙次 & bice
2. How deep is your love　
  - 作詞・作曲：バリー、ロビン & モーリス・ギブ、編曲: 田中謙次 & bice

・ビージーズの1977年のヒット曲のカバー。後に2000年発表のカバー・ミニ・アルバム『Covers』にも収録。
3. Milk film
  - 作詞: bice & Ayuo、作曲: bice、編曲: 田中謙次 & bice

・『FLOWERS Are Go! Vol.2』（1998年）、アンダーフラワーの15周年記念盤『love flowers』（2007年）などのコンピレーション盤にも収録されている、アルバムの中核となっている曲。
4. Planet
  - 作詞: bice 作曲: bice、編曲: bice

・演奏、録音、ミキシング全てbice本人による自宅録音
5. Make believe
  - 作詞: bice & Ayuo 作曲: bice、編曲: 田中謙次 & bice
6. Listen
  - 作詞：bice、作曲：bice、編曲：田中謙次 & bice

・本作唯一の日本語詞による曲

## 参加ミュージシャン
- bice - ピアノ、プログラミング、パーカッション
- 奥田健介 - ギター
- 小松シゲル - ドラムス
- 田中謙次 - ベース、パーカッション

## エンジニア、その他スタッフ
- 近藤祥昭 - 録音、ミキシング
- 小林由美 - 録音
- Tamura Motomori - 録音
- bice - 録音、ミキシング（Planet のみ）
- scuba-dive graphics - アート・ワーク